# Innuendo (пісня)
«Innuendo» (з англ. — «інсинуація», «натяк») — пісня та сингл британською рок-гурту «Queen» 1991 року. Пісню написали Фредді Мерк'юрі і Роджер Тейлор, але її приписють до спільної творчості «Queen». Пісня стала першим треком та синглом альбому «Innuendo». У січні 1991 року сингл одразу посів 1 позицію у UK Singles Chart. Пісня виходила як сингл разом з композицією «Bijou» на стороні «Б». Сингл отримав срібну сертифікацію у Великій Британії, розійшлось 200 000 копій. Вона стала третьою після «Bohemian Rhapsody» і «Under Pressure» композицією гурту, яка досягла першого рядка британського чарту.
«Innuendo» — одна з епічних пісень «Queen». Через тривалість, шість з половиною хвилин, вона на 35 секунд довша за «Bohemian Rhapsody» («Богемська рапсодія»), що робить її найдовшою з коли-небудь випущених пісень гурту, що вийшли як сингл. Пісню описують як таку, що «нагадує» «Bohemian Rhapsody», адже гурт «повернувся до свого прогресивного коріння». У пісні є частина гри гітари фламенко гітариста «Yes» Стіва Гау і Браяна Мея, оперна інтерлюдія і фрагменти хард-року, які нагадують ранні пісні «Queen», на додаток до лірики, частково натхненної хворобою співака Фредді Мерк'юрі; хоча заяви ЗМІ про те, що він важко хворий спростовували, він серйозно хворів на СНІД, через який помер в листопаді 1991 року, через 10 місяців після виходу синглу.
Музичне відео до пісні створено у вигляді анімації, що зображує кінотеатр, на екрані якого демонструється виступ гурту «Queen». У кліпі відчувається значний вплив роману Джорджа Орвелла «Тисяча дев'ятсот вісімдесят четвертий». Моторошна пластилінова анімація та надзвичайно сумні образи роблять це відео однією із найпохмуріших і водночас найзворушливіших робіт гурту. AllMusic описав цю пісню як «чудову епопею», в якій йдеться про «нездатність людства жити гармонійно».

## Історія
«Innuendo» написав Фредді Мерк'юрі в березні 1989 року, хоча інші члени гурту також брали в цьому участь. Роджер Тейлор написав більшу частину слів, а решта музикантів брали участь в аранжуванні пісні. У композиції використовувалися ідеї з попередніх робіт Мерк'юрі: різноманітність стилів і відсутність однієї ідеї («Bohemian Rhapsody», «Princes of the Universe», «The March of the Black Queen»), зміна ритму («Bicycle Race»), дисонантні ноти («The Miracle»)) і Тейлора (голосові звуки з «Rock It»). «Queen» записали пісню у 1989 і 1990 роках у своїй студії «Mountain Studios» в Монтре, Швейцарія.

## Написання пісні
Пісня «Innuendo» складалася докупи «як пазли». Повторюваний мотив (з бітом у стилі Болеро) зародився на одній із джем-сесій (репетицій) Мея, Дікона та Тейлора. Мерк'юрі згодом долучився до створення пісні, додавши мелодію та незавершений текст, який пізніше довершив Тейлор.
Згідно з інтерв'ю Мея для журналу «Guitar Magazine» у жовтні 1994 року, середня частина пісні — переважно справа рук Мерк'юрі. Вона містить соло на гітарі фламенко, за яким слідує перехід, створений під впливом класичного стилю, а згодом також ще одне соло, але на електрогітарі. Ця частина виділяється своєю складністю, позаяк має таку схему: три такти у розмірі 5/4 метрів (майже не використовується у поп-музиці), п'ять тактів з розміром 3/4 метрів. Заключна частина виконана у стилі гітари фламенко, що базується на розмірі 5/4 метрів, але має розмір 6/4 метрів.
Перехідна частина (рядок «You can be anything you want to be») містить витончене інструментування, створене Мерк'юрі та продюсером Девідом Річардсом за допомогою синтезатора Korg M1. Під час соло кар'єри, Мерк'юрі займався організацією та співорганізацією оркестрів. Попередній альбом гурту «Queen» також містив трек «Was It All Worth It» з інтерлюдією у стилі Гершвіна, також створеною за допомогою Korg M1. Перехідна частина (брідж) пісні «Innuendo» має розмір 3/4, що ще раз демонструє прихильність Мерк'юрі до потрійних метрів: «Bicycle Race» — ще одна з основними розмірами в 4/4 і в 3/4 метрів під час переходу, а деякі з найкращих відомих пісень (а саме «We Are the Champions» і «Somebody to Love») мали розмір в 12/8 метрів, як і його остання пісня «A Winter's Tale».

## Участь Стіва Гау
Стів Гау заявляв, що він «так пишався», що зіграв в альбомі «Innuendo», ставши єдиним членом не «Queen», який зіграв на гітарі у студійному записі пісні. Гау і Мерк'юрі були друзями вже кілька років, бо вони часто зустрічалися один з одним у «Townhouse Studios» в Лондоні. «Yes» записували альбом «Going for the One» в «Mountain Studios» у 1976—1977 роках незадовго до того, як «Queen» купили швейцарську студію, а дебютний альбом гурту «Asia», у якому також грав Гау, випустив інженер «Queen» Майк Стоун.
У перерві під час сесії запису в Женеві Гау поїхав в Монтре і зупинився, щоб пообідати. Там він зіткнувся з Мартіном Гровсом, який раніше працював в «Yes», він на той час був супервайзером техніки «Queen». Гровс сказав йому, що «Queen» зараз в студії.
Щойно Стів Гау увійшов до студії, Мерк'юрі попросив його зіграти на який-небудь гітарі (за словами продюсера Девіда Річардса, який працював з «Yes» в минулому). Інша версія полягає в тому, що Браян Мей був тим, хто попросив його зіграти біт фламенко. Коли члени «Queen» запитали, чи хоче Гау грати у заголовній пісні альбому «Innuendo», Гау ввічливо припустив, що вони втратили розум. Для того, щоб переконати його, потрібна була загальна вага Мерк'юрі, Мея і Тейлора.
За словами Стіва Гау:
«Фредді, Браян і Роджер сиділи разом в приміщенні. Раптом вони кажуть: "Нумо зіграємо для тебе наш альбом". Звісно, я чую його вперше[…], вони залишили „Innuendo“ наприкінець. Коли вони зіграли цю пісню, у мене збіса зірвало дах. Вони всі вступили в розмову: "Нам треба трохи божевільної іспанської гітари, яка лавіруватиме поверх пісні. Імпровізуй!". Я почав крутитися як білка в колесі навколо гітари, давалось досить-таки складно. Промайнуло декілька годин, я подумав: "Я вкусив більше, ніж можу пережувати". Мені потрібно трохи вивчити структуру, визначити основний тон акордів, з'ясувати, де знизити оберти, після божевільного бігу на дистанцію; слід знати, куди прямуєш. Настав вечір, ми божеволіли, я імпровізував на гітарі, виявилось, що ми добре повеселились. Повечерявши, ми знову пішли до студії, щоб послухати, що вийшло. Вони сказали: "Чудово. Саме те, що ми хотіти"»

## Музичне відео
23 листопада 1990 року світ побачив витончений музичний кліп, який супроводжував сингл. Музичне відео поєднувало в собі лялькову мультиплікацію з використанням ротоскопіювання, а також пластилінові фігурки, що нагадували обкладинку альбому в детальній мініатюрній кіно-декорації. Учасники гурту з'являються у кліпі як ілюстрації і образи, переважно взяті з більш ранніх відеороликів (таких як «The Miracle», «Scandal», «Breakthru», «The Invisible Man», «I Want It All» і кадрів з «Live at Wembley Stadium 1986»). У відео образ Фредді Мерк'юрі намальований в стилі робіт Леонардо да Вінчі, Мея — в стилі вікторіанських гравюр, Тейлора — в стилі робіт Джексона Поллока і Дікона — в стилі робіт Пабло Пікассо. У ньому також були представлені історичні матеріали та відеоролики, що зображують Нюрнберзький з'їз, похорон улюбленої співачки Фредді Ум Кульсум, бойові кадри Другої світової війни і Війни в Перській затоці, Стоунхендж, угорські народні танці, іспанський танець фламенко, Діву Ель Росіо, аварію літака, епідемію, нашестя сарани, російський марш, молитву у Мецці та атомний вибух в контрасті з прогресивними і оригінальними малюнками Жана Гранвіля.
Відео створила продюсерська компанія DoRo (яка також випустила відео для всіх інших синглів з альбому «Innuendo»). Кліп здобув нагороду Monitor за найкраще досягнення в музичному відео. Відео вийшло тільки у двох виданнях: «Greatest Flix II» і «Box of Flix». Як і інші пісні альбому «Innuendo», відео не потрапило до збірки «Greatest Video Hits 2».

## Учасники запису
- Фредді Мерк'юрі — головний вокал, бек-вокал, клавішні
- Браян Мей — електрогітара, акустична гітара
- Роджер Тейлор — ударні, перкусія
- Джон Дікон — бас-гітара
- Стів Гау — акустична гітара
- Девід Річардс — клавішні

## Обкладинка синглу
У всіх країнах вийшла стандартна обкладинка. На ній, як і в альбомі «Innuendo» і інших синглах до альбому, зображений малюнок, виконаний в стилі французького художника Жана Гранвіля. На зображенні показано два ряди тромбоністів, що стоять один навпроти одного. На першому плані, у одного з них, куліса висунута до підлоги. Малюнок використовувався в кліпі до пісні. У ньому зображення чорно-біле і музиканти кілька секунд присідають в такт музиці.
В Італії вийшло два види синглу, на одному з яких зображений Фредді Мерк'юрі на концерті «Live at Wembley» під час виконання пісні «Crazy Little Thing Called Love». На задньому плані знаходяться Браян Мей і Спайк Едні.

## Інші версії
Пісня виконувалася наживо тільки один раз — на концерті пам'яті Фредді Мерк'юрі 20 квітня 1992 на стадіоні «Уемблі». Основну вокальну партію замість померлого Фредді Мерк'юрі виконав колишній вокаліст рок-гурту «Led Zeppelin» Роберт Плант.
Відлік перед початком пісні виконав Роджер Тейлор. Після початку гри на сцену вийшов Плант, підігруючи собі на бубні. Слідом за вступом виконали уривок з пісні «Led Zeppelin» «Kashmir», за яким вже пішла «Innuendo». Соло на акустичних гітарах і оперну частину не виконували, Браян Мей просто зіграв соло на своїй електрогітарі Red Special. Після «Innuendo» музиканти ще зіграли композиції «Thank You» і «Crazy Little Thing Called Love». Пісня «Kashmir» стала одним з натхненнь для написання «Innuendo». Як і в «Kashmir», назва пісні з'являється в ліриці «Innuendo» тільки один раз.
Виступ пройшов погано. Плант не завжди встигав до початку його партії та забув частину тексту, Мей не потрапляв у такт під час соло, а Тейлор пропустив один удар по тарілці креш перед гітарним соло. У підсумку, на прохання Планта, виступ був вирізаний, він не потрапив ні до відео «The Freddie Mercury Tribute Concert» 23 листопада 1992 року, ні в наступні перевидання.
Існує так звана «вибухова версія» («Explosive version») пісні, що вийшла на віниловому 12-дюймовому синглі. Вона відрізняється від альбомної тим, що після фінального акорду звучить 15-секундний запис, що імітує звук атомного вибуху, після того, як Мерк'юрі співає слова "До кінця часів". Також існує промо-версія, тривалистю 3:28 хвилин.
Хард-рок гурт «Queensrÿche» виконав цю пісню в своєму альбомі «Take Cover».

## В популярній культурі
Пісня ввійшла до конкурсної відеогри SingStar Queen для PlayStation 2 і PlayStation 3.

## Реліз
Пісня стала першим синглом альбому «Innuendo». Сингл вийшов на 7 і 12-дюймових платівках, компакт-дисках і компакт-касетах 14 січня 1991 року.
7-дюймові платівки
Сингл вийшов на 7-дюймових платівках в п'яти країнах — Австралії, Великій Британії, Німеччині, Іспанії і Італії. Скрізь була записана альбомна версія пісні і всюди лейблом стала компанія «Parlophone Records». На стороні «Б» в кожній країні вийшла пісня «Bijou», тільки в Італії також вийшла особлива версія з іншою обкладинкою і без другої композиції з іншого боку.
12-дюймові платівки
На 12-дюймових платівках сингл вийшов в п'яти країнах — в Бразилії, Великій Британії, Німеччині, Іспанії і Мексиці. Майже всюди була записана подовжена версія пісні, тільки в Південній Америці стандартна композиція. В європейських країнах на другій стороні, крім пісні «Bijou», вийшла «Under Pressure», а в латиноамериканських країнах ще раз «Innuendo». Лейблом в Мексиці стала «EMI Records», а в інших чотирьох країнах — «Parlophone Records».
Компакт-диски
На компакт-дисках сингл вийшов в чотирьох країнах — Великій Британії, Німеччині, США і Японії. Скрізь, крім США, вийшла подовжена версія разом з композиціями «Under Pressure» і «Bijou». В Америці була записана альбомна пісня. В Європі лейблом стала компанія «Parlophone Records», в США «Hollywood», а в Японії — «Toshiba Records».
Компакт-касети
На компакт-касетах сингл вийшов в Австралії, Великій Британії і Нідерландах. Разом з «Innuendo» вийшла також пісня «Bijou». Скрізь лейблом виступила «Parlophone Records».
Інші релізи
Крім альбому і синглу, пісня виходила і на різних збірках пісень гурту — «Greatest Hits II» і збірці, що вийшла тільки в США «The A-Z of Queen, Volume 1». Також, в складі цих альбомів композиція ввійшла до бокс-сетів «Greatest Hits I & II» і «The Platinum Collection».